# Parepisparis cheesemani
Parepisparis cheesemani là một loài bướm đêm trong họ Geometridae.